# William Lyon Mackenzie
William Lyon Mackenzie (ur. 12 marca 1795, zm. 28 sierpnia 1861 w Toronto) – kanadyjski polityk, inicjator i przywódca rebelii w Górnej Kanadzie.
Urodzony w Szkocji, w 1820 wyemigrował do Kanady. Początkowo osiadł w Montrealu i podjął pracę jako dziennikarz w Montreal Herald. Następnie przeniósł się do York w Górnej Kanadzie (dzisiejsze Toronto), gdzie w 1824 założył własne pismo Colonial Advocate, w którym często krytykował konserwatywne rządy kolonialne. W 1828 roku został wybrany deputowanym do kolonialnego parlamentu, gdzie z pozycji reformatorskich walczył o zmiany w polityce rolniczej i gospodarczej. W 1829 udał się w podróż do USA, gdzie osobiście spotkał się z prezydentem Stanów Zjednoczonych Andrew Jacksonem. Podróż ta stała się punktem zwrotnym w życiu Mackenziego. Od tego momentu stał się on radykalnym republikaninem, dążącym do utworzenia z Kanady niezależnego państwa na wzór USA. Brak poparcia ze strony umiarkowanych reformatorów nie powstrzymał go przed coraz większą radykalizacją polityki. W 1837 wywołał bunt w Górnej Kanadzie, który został z łatwością zdławiony przez brytyjskie siły kolonialne. Po klęsce rebelii Mackenzie udał się na emigrację do USA, prowadząc tam antybrytyjską działalność. W 1858 na mocy amnestii udzielonej rebeliantom wrócił do Kanady.